# Magyar Népcsoporttanács
A Magyar Népcsoporttanács (németül ungarische Volksgruppenbeirat) az Ausztriában élő magyar kisebbség politikai szervezete.

## Története
Az 1976-os osztrák népcsoporttörvény (Volksgruppengesetz) értelmében a Népcsoporttanács tagjai olyan osztrák állampolgárok lehetnek, akik parlamenti képviselővé választhatók, és elvárható tőlük, hogy képviselik a népcsoport érdekeit. Az eredetileg csak a burgenlandi magyarokra vonatkozó törvényt 1992-ben kiterjesztették a bécsi magyarokra is, a tagok számát pedig 1993-ban 8-ról 16-ra emelték.

## Tevékenysége
A szervezet tanácsadói joggal rendelkezik: javaslatokat nyújthat be a kisebbségi magyarság helyzetének javítására. A Népcsoporttanács feladata a kisebbségnek jutó állami pénzügyi támogatások elosztása. Üléseit változó helyszíneken tartja.

## Tagjai
A Népcsoporttanács tagjai nem a helyi magyarok demokratikus akaratából, hanem állami kinevezéssel kerülnek pozíciójukba.
A szervezet 16 tagja közül 8 a bécsi és alsó-ausztriai, 8 a burgenlandi magyarok képviselője. Másrészt 8 tagot az ausztriai magyar kulturális egyesületek jelölnek, 4-en osztrák pártok, az Osztrák Néppárt (ÖVP), Ausztria Szociáldemokrata Pártja (SPÖ) és 2014-től az Osztrák Szabadságpárt (FPÖ) delegáltja, 4 személyt pedig a katolikus és protestáns egyházak jelölnek. A Népcsoporttanács tagjelöltjeinek kinevezését a mindenkori osztrák kormány hagyja jóvá.

### 2014-től
Elnök: Zsótér Írisz, a Burgenlandi Magyar Kultúregyesület 2005-től elnökhelyettese, 2014. június 20. óta elnöke.
Két burgenlandi és a két bécsi pártdelegált:
- Peter Florianschütz, bécsi tartományi képviselő (SPÖ)
- Michael Stumpf, bécsi 4. kerületi önkormányzat képviselő (FPÖ)
- Horváth József alsóőri polgármester (ÖVP)
- Dietmar Misik felsőőri alpolgármester (SPÖ)

A nyolc kulturális egyesületi tag:
- Dr. Gerhard Baumgartner (Bécs)
- Mag. Hollós József (Bécs)
- Horváth Günther (Alsóőr)
- Kancár-Virág Erika (Bécs)
- Kulman Sándor (Felsőpulya)
- Németh Matthias (Bécs)
- Somogyi Attila (Őrisziget)
- Zsótér Írisz (Felsőőr)

Az egyházak képviselői:
- Helene Koth (Felsőpulya), a római katolikus egyház képviselője
- nt. Mesmer Ottó, a protestáns egyházak képviselője
- nt. Német Balázs (Bécs), a protestáns egyházak képviselője
- Ing. Szemerédi Tibor (Bécs), a római katolikus egyház képviselője

| Korábbi tagjai 2009–2014 között |
| --- |
| Elnök: Deák Ernő (nyugalmazott történész, a Bécsi Napló főszerkesztője, az Ausztriai Magyar Egyesületek és Szervezetek Központi Szövetségének elnöke) Két burgenlandi és a két bécsi pártdelegált: - Sabine Bozecski (községi tanácsos, ÖVP) - Peter Florianschütz (járási tanácsos, Bécs, SPÖ) - Matthias Seper (községi tanácsos, ÖVP) - Steiger Miklós (községi tanácsos, Felsőőr, SPÖ) A nyolc kulturális egyesületi tag: - Cserján Károly (Bornemissza Társaság/Munkásegylet) - Deák Ernő (Ausztriai Magyar Egyesületek és Szervezetek Központi Szövetsége) - Horváth Günther (Alsóőri Média- és Információs Központ, UMIZ) - Kulmann Ernő (Közép-Burgenlandi Magyar Kultúregyesület) - Friedrich Oberhofer (Ausztriai Független Magyar Kultúregyesületek Csúcsszervezete) - Plank József (Burgenlandi Magyar Kultúregyesület) - Smuk András (Ausztriai Magyar Egyesületek és Szervezetek Központi Szövetsége) - Somogyi Attila (Burgenlandi Magyarok Népfőiskolája) Az egyházak képviselői: - Kelemen Anton (katolikus egyház – Felsőpulya), - Mezmer Ottó (református egyház – Őrisziget) - Németh Balázs (evangélikus egyház – Bécs) - Serény István (katolikus egyház – Bécs) |